# Туманян
Туманян (на арменски: Թումանյան), е град и градска общност в северната област Лори, Армения, на брега на река Дебед и в средата на каньона Дебед. Намира се на 149 км северно от столицата Ереван и на 131 км от Тбилиси. Близките села Кобер каяран, Шамут, Лорут, Ахнидзор, Атан, Мартс и Кариндж също са част от общността на Туманян.

## Етимология
При основаването си през 1926 г. градът е известен като Дзагидзор (на арменски: Ձաղիձոր). Преименуван е на Туманян на 4 юли 1951 г. в чест на известния арменски поет Ованес Туманян.

## История
Исторически районът на съвременен Туманян е включен в Дзорапорския кантон на историческата провинция Гугарк, 13-та провинция на Велика Армения. Преди основаването на Република Армения през 1918 г., районът е част от Борчалийски уезд на Тифлиска губерния, в рамките на Руската империя. В края на 1918 г. Армения и Грузия водят гранична война за района на Лори. През януари 1919 г. британските сили създават неутралната зона на Лори. След съветизацията на Армения през декември 1920 г., Лори е присъединена към Съветска Армения на 11 февруари 1921 г.
През 1926 г. на десния бряг на река Дебед е основано село Дзагидзор. През 1930 г. е включено в състава на новосъздадения район Туманян. През 1934 г. са открити мини за огнеупорни метали на 3,5 км северно от село Дзагидзор. Производството на огнеупорни материали, добивани от мините на Дзагидзор, започва през 1939 г.
С бързото разрастване на селото Дзагидзор получава статут на селище от градски тип през 1947 г. и горе-долу по това време архитект Сос Манукян проектира модерното оформление на централната част на Туманян с градски площад, паркове, училище, дом на културата и други обществени пространства. През 1951 г. селището е преименувано на Туманян. През 50-те години на ХХ век е открита жп гара Кобер на левия бряг на река Дебед, около 1 км северозападно от Туманян, за обслужване на фабриката за огнеупорни материали Туманян, открита през 1951 г.
През 1995 г. правителството на независима Армения препотвърждава статута на Туманян като градско селище в рамките на област Лори. Освен град Туманян, близките села Атан, Шамут, Кариндж, Лорут, Марц, Кобер каяран и Ахнидзор също са под юрисдикцията на община Туманян.

## География
Туманян е разположен на плато на десния бряг на река Дебед на височина 810 метра над морското равнище. Заема площ от около 1 km².
Туманян се характеризира със субтропичен климат. Времето е сравнително горещо през летния сезон и леко студено през зимата.

## Население
Жителите на Туманян са предимно арменци, повечето от които принадлежат към Арменската апостолическа църква, както и предимно руски художници, които се преместват в Туманян след руската инвазия в Украйна. Населението на Туманян достига своя връх през 1960 г., когато градът достига 2864 души през 1964 г. Въпреки това населението намалява от 70-те години на ХХ век поради бързия спад в икономиката на региона. Според преброяването от 2011 г. населението на Туманян е 1710 души. В момента градът има приблизително население от 1000 души според официалната оценка от 2016 г.
| \| Година на преброяване \| Численост \| \| --------------------- \| --------- \| \| 1926 \| 42 \| \| 1959 \| 2640 \| \| 1964 \| 2864 \| \| 1980 \| 1881 \| \| 2001 \| 1909 \| \| 2011 \| 1710 \| |           |
| Година на преброяване | Численост |
| 1926 | 42        |
| 1959 | 2640      |
| 1964 | 2864      |
| 1980 | 1881      |
| 2001 | 1909      |
| 2011 | 1710      |

## Култура
Арменският манастир Кобайр от XII век се намира в северните покрайнини на Туманян. В града са открити и много кахчкари (кръстове), датиращи от IX, XIII и XIV век. В южните покрайнини на града се намира разрушена крепост, известна като Аванакар, датираща от XIV век. Точно на юг от Туманян се намира полуразрушеният манастир Бардзъракаш, достъпен само пеша.
В момента Туманян се обслужва от културен дворец, разположен над централния площад, обществена библиотека, музей на етикетите на кибритени кутии и художествена академия. Статуята на поета Ованес Туманян се намира на северозападния вход на града.
В града има 2 публични училища, както и предучилищна детска градина.

## Транспорт
Туманян се намира на магистрала М-6, която свързва Ереван с Тбилиси през Ванадзор.
Железопътната гара Кобер, работеща от 50-те години на ХХ век, се намира на левия бряг на река Дебед, около 1 км северозападно от Туманян.

## Икономика
Разрастването на града през 50-те години на ХХ век се дължи главно на създаването на фабриката за огнеупорни материали през 1951 г. Основана е на базата на близките мини за огнеупорни метали. Въпреки това, след разпадането на Съветския съюз, производството на завода е значително намалено.
В момента населението на града се занимава предимно с туризъм. земеделие и скотовъдство. Градът е отправна точка за речен рафтинг и много туристически пътеки, домакин на Музея на етикетите на кибритени кутии; има квартири и хостел. Той също така е дом на Абастан, международна колония на художници в стара фабрична сграда. В края на лятото Туманян е дом на Международен фестивал за разказване на истории.

## Спорт
Футболът е сред най-популярните спортове в Туманян. В центъра на града има тренировъчно футболно игрище.
Други популярни спортове включват бойни изкуства, борба и шах.